# Marmorbyn
Marmorbyn – miejscowość (tätort) w Szwecji, w regionie administracyjnym (län) Södermanland (gmina Vingåker).
W 2015 roku Marmorbyn liczyło 372 mieszkańców.

## Położenie
Miejscowość jest położona w zachodniej części prowincji historycznej (landskap) Södermanland nad jeziorem Kolsnaren (w systemie rzeki Nyköpingsån), ok. 10 km na północny zachód od Katrineholmu w kierunku Vingåker.

## Historia
Marmorbyn jest byłą osadą przemysłową, która powstała w pobliżu kamieniołomu marmuru. Surowiec ten wydobywano w tym rejonie już w XII–XIII w., jednak eksploatację na skalę przemysłową rozpoczęto po 1860 roku.

## Demografia
Liczba ludności tätortu Marmorbyn w latach 1980–2015: